# Alexornis
Alexornis es un género extinto de ave enantiornita cuyos fósiles se han encontrado en la Formación La Bocana Roja de Baja California, México. Esta formación geológica ha sido data de finales del período Cretácico, y más específicamente de la etapa del Campaniense, hace unos 73 millones de años. La especie tipo y única conocida es Alexornis antecedens. Su nombre significa "ave ancestral de Alexander"; Alexornis por el ornitólogo Alexander Wetmore y el término griego ornis, "ave", y antecedens, en latín para "ancestro".
A. antecedens es conocido a partir de un único esqueleto fragmentario que incluye los huesos del hombro, el ala y las patas, pero sin ningún elemento craneal. Su tamaño era comparable al de un gorrión. El espécimen fue descubierto en 1971 y descrito en 1976 por Pierce Brodkorb. Brodkorb consideró que esta especie era similar a algunas aves modernas, y por entonces, la reconoció como una de las pocas "aves terrestres" del Cretácico conocidas aparte de Gobipteryx minuta (muchas de las demás aves cretácicas conocidas entonces eran consideradas como acuáticas o semiacuáticas).

## Clasificación
Alexornis fue originalmente descrito como un miembro primitivo de las neornitas o aves modernas y, más específicamente, como un posible ancestro de los órdenes Coraciiformes (martines pescadores y parientes) y los Piciformes (pájaros carpinteros y parientes). Sin embargo, cuando se descubrieron los primeros fósiles de enantiornitas, pronto se hizo claro que Alexornis en realidad era un miembro de ese grupo. Las enantiornitas se caracterizan por su articulación inversa de los huesos de la escápula y el coracoides en el hombro, y en 1983 Larry Martin mostró que Brodkorb había accidentalmente cambiado a estos dos huesos en su descripción original, confundido por su anatomía invertida.
En el pasado, Alexornis ha sido relacionado con un género de tamaño similar del Asia Central, Kizylkumavis, basándose en características que más tarde se reconocieron como propias de otras aves cretácicas del grupo Enantornithes. Eugevny Kurochkin afirmó en 1996 que Alexornis formaba un grupo natural, la familia Alexornithidae, junto a Kizylkumavis y un segundo tipo de ave asiática, Sazavis prisca. Entre las enantiornites, Alexornis comparte muchas similitudes de su anatomía del esqueleto con aves sudamericanas del mismo período, incluyendo a Martinavis y Elbretornis, y se les unió con estos en el grupo Euenantiornithes.

## En la cultura popular
Un Alexornis llamado "Alex" fue incluido en la película animada de 2013 Walking with Dinosaurs como un personaje principal y narrador, cuya voz original fue interpretada por el actor John Leguizamo. Al personaje se le dio un acento mexicano para reflejar el origen geográfico del ave a pesar de que el desarrollo del filme está situado en Alaska. En una entrevista, Leguizamo dijo al sitio web Gozamos, "esta ave Alexornis (Alex) fue hallada justamente en México, por lo que le dimos este matiz español." Debido a la naturaleza fragmentaria de los fósiles, la apariencia de Alexornis en la película se basó en la de especies relacionadas.